# Platypalpus maoershanensis
Platypalpus maoershanensis är en tvåvingeart som beskrevs av Yang och Merz 2005. Platypalpus maoershanensis ingår i släktet Platypalpus och familjen puckeldansflugor. Inga underarter finns listade i Catalogue of Life.